# Oreochromis aureus
Oreochromis aureus  (лат.) — вид лучепёрых рыб из семейства цихловых (Cichlidae). Изначально водилась в Северной и Западной Африке, а также на Ближнем Востоке, сегодня интродуцирована во многих регионах мира, включая часть территории США, где считается инвазивным видом, существенно вредящим окружающей среде.

## Описание
Пресноводная рыба, хорошо приспособленная к жизни в солоноватой воде. Длина взрослых особей обычно составляет 13—18 см, вес 2,3—2,7 кг. Крупнейший зарегистрированный представитель вида достигал 53 см и весил 4,5 кг. Питается рыба в основном растительной пищей, однако от случая к случаю может употреблять и зоопланктон, а молодь ест мелких беспозвоночных.

## Распространение
Распространена от реки Иордан на севере ареала до африканских рек Бенуэ, Сенегал и Нигер на юге. Интродуцирована в американских штатах Техас, Алабама, Флорида и Невада. В США завезена из Израиля. Также теперь водится в Центральной и Южной Америке и в Юго-Восточной Азии.

### Израиль
Израильскую Oreochromis aureus называют иногда «иорданской рыбой Св. Петра» (в честь которого бытовые названия носят несколько разных местных рыб). Традиционно она спускалась из озера Хула в Галилейское море по реке Иордан.

## Инвазивный вид
Вид был интродуцирован в разные регионы мира для использования рыбы в пищу и в качестве ограничителя роста водных растений. Его присутствие нередко может быть неверно документировано как наличие Oreochromis niloticus, так как эти таксоны были разделены лишь недавно.

### В США
После интродукции во Флориде в 1961 году, рыба быстро завоевала новые территории и увеличила свою численность. Сегодня это наиболее распространенный иностранный вид во Флориде, чей ареал простирается в северном направлении до самого озера Элис, что около Гейнсвилла. Вид стал проблемой для Службы национальных парков, в том числе в парке Эверглейдс, где он повлиял на состав видов рыб. Эта тиляпия также распространяется и создает проблемы в Техасе и привела к падению численности местных видов рыб в Неваде.